# Ludwig von Kobell
Ludwig von Kobell (* 3. Juli 1840 in München; † 5. Februar 1907 in Würzburg) war ein bayerischer Verwaltungs- und Hofbeamter aus der Familie Kobell.

## Leben
Ludwig von Kobell wurde als Sohn des Generalsekretärs des Staatsrates Sebastien von Kobell (1801–1875) und der Magdalene geborene von Heppenstein–Kornburg (1811–1868) geboren. Von 1858 bis 1862 studierte er an der Ludwig-Maximilians-Universität München Rechtswissenschaft. 1859 wurde er Mitglied des Corps Isaria.
Nach Abschluss des Studiums trat von Kobell in den bayerischen Staatsdienst ein. 1870 wurde er Assessor beim Bezirksamt in Landsberg am Lech und wechselte in gleicher Funktion 1871 nach Augsburg. 1880 wurde er zum Polizeirat in München und 1885 zum Bezirksamtmann ernannt. 1890 wurde er zum Regierungsrat bei der Regierung Oberbayern befördert. 1900 wurde er als Regierungsdirektor zur Regierung der Pfalz versetzt. 1901 wurde von Kobell zum Regierungspräsidenten von Unterfranken ernannt. Das Amt hatte er bis zu seinem Tod inne.
Von Kobell war Königlich bayerischer Kämmerer und trug den Ehrentitel Exzellenz. Seit 1870 war er mit Anna von Stetten (1846–1921) verheiratet.
Sein Sohn Ferdinand von Kobell war Rittmeister im Königlich Bayerischen 1. Schwere-Reiter-Regiment „Prinz Karl von Bayern“ und Chef der 5. Eskadron. Dieser wurde im Oktober 1914 schwer verwundet, kam im Januar 1915 wieder zur Truppe. 1921 wurde er aus dem Heer entlassen und starb ohne männlichen Nachfahren 1948. Seine Frau folgte ihm 1974 im Alter von 92 Jahren. 